# Episodi di House of Lies (terza stagione)
La terza stagione della serie televisiva House of Lies è stata trasmessa sulla rete via cavo statunitense Showtime dal 12 gennaio al 6 aprile 2014.
In Italia, la stagione è andata in onda in prima visione assoluta sul canale satellitare Sky Atlantic dal 20 febbraio al 27 marzo 2017.
| nº | Titolo originale | Titolo italiano   | Prima TV USA     | Prima TV Italia  |
| -- | ---------------- | ----------------- | ---------------- | ---------------- |
| 1  | Wreckage         | Il vecchio gruppo | 12 gennaio 2014  | 20 febbraio 2017 |
| 2  | Power            | Potere            | 19 gennaio 2014  | 20 febbraio 2017 |
| 3  | Boom             | Boom              | 26 gennaio 2014  | 27 febbraio 2017 |
| 4  | Associates       | Nuovi soci        | 2 febbraio 2014  | 27 febbraio 2017 |
| 5  | Soldiers         | Soldati           | 9 febbraio 2014  | 6 marzo 2017     |
| 6  | Middlegame       | Doppio gioco      | 16 febbraio 2014 | 6 marzo 2017     |
| 7  | Pushback         | Controffensiva    | 23 febbraio 2014 | 13 marzo 2017    |
| 8  | Brinkmanship     | Rischio calcolato | 9 marzo 2014     | 13 marzo 2017    |
| 9  | Zhang            | Il signor Zhang   | 16 marzo 2014    | 20 marzo 2017    |
| 10 | Comeuppance      | Il giusto castigo | 23 marzo 2014    | 20 marzo 2017    |
| 11 | Together         | Insieme           | 30 marzo 2014    | 27 marzo 2017    |
| 12 | Joshua           | Joshua            | 6 aprile 2014    | 27 marzo 2017    |